# Brian De Souza
Brian De Souza, vollständiger Name Brian Osvaldo De Souza De Los Santos, (* 5. April 1994 in Montevideo) ist ein uruguayischer Fußballspieler.

## Karriere
Der 1,76 Meter große Mittelfeldakteur De Souza steht mindestens seit der Saison 2013/14 in Reihen des uruguayischen Erstligisten Defensor Sporting. Bei den Montevideanern lief er in jener Spielzeit einmal (kein Tor) in der Primera División auf, als er am 15. September 2013 beim 1:0-Heimsieg gegen Centro Atlético Fénix von Trainer Tabaré Silva in die Startelf beordert, dann jedoch in der Halbzeitpause ausgewechselt wurde. In der Saison 2014/15 und darüber hinaus wurde er nicht in der höchsten uruguayischen Spielklasse eingesetzt und es ist auch keine Kaderzugehörigkeit verzeichnet. Im Juli 2016 schloss er sich dem Erstligaabsteiger Club Atlético Rentistas an.